# Kwadi
Le kwadi est une langue à clics apparentée aux langues khoïsan, qui étaient parlées dans le sud-ouest de l'Angola. Dans les années 1950, il n'en restait que 50 locuteurs, dont seuls 4 ou 5 locuteurs complets. En 1965, il existait encore trois locuteurs partiels, mais plus aucun en 1981, année depuis laquelle le kwadi est considéré comme éteint. Elle porte aussi le nom de bakoroka, cuanhoca, cuepe, curoca, koroka, makoroko, mucoroca.

## Dialecte
- zorotua[2]